# James Wan
James Wan (Kuching, Sarawak, Malajzia, 1977. február 27. –) maláj származású ausztrál filmrendező, forgatókönyvíró és producer.
Leghíresebb filmjei a Fűrész horrorfilmsorozat, a Démonok között, az Insidious-tetralógia és a Halálos iramban 7. (2015).

## Élete és pályafutása
1977. február 26-án született Kuchingban (Sarawak, Malajzia) malaj kínai szülők gyermekeként. Wan és családja a nyugat-ausztráliai Perth-be költözött, amikor hét éves volt. A canberrai Lake Tuggeranong College-ba járt, mielőtt felnőtt korában visszatért Perth-be. Perthből Melbourne-be költözött, ahol az RMIT Egyetemre járt; 1998-ban végezte el az RMIT egyetemet média szakon, ahol Bachelor of Arts végzettséget szerzett.

## Magánélete
2019. június 22-én jegyezte el Ingrid Bisu román-német színésznőt, a bejelentést Instagram-fiókján keresztül tette meg. 2019 novemberében házasodtak össze.

## Filmjei
| Év   | Magyar cím                                 | Eredeti cím                       | Feladatkör | Feladatkör | Feladatkör |
| Év   | Magyar cím                                 | Eredeti cím                       | Rendező    | Producer   | Író        |
| ---- | ------------------------------------------ | --------------------------------- | ---------- | ---------- | ---------- |
| 2004 | Fűrész                                     | Saw                               | Igen       | Nem        | Sztori     |
| 2005 | Fűrész II.                                 | Saw II                            | Nem        | Vezető     | Nem        |
| 2006 | Fűrész III.                                | Saw III                           | Nem        | Vezető     | Sztori     |
| 2007 | Fűrész IV.                                 | Saw IV                            | Nem        | Vezető     | Nem        |
| 2007 | Halálos hallgatás                          | Dead Silence                      | Igen       | Nem        | Sztori     |
| 2007 | Halálos ítélet                             | Death Sentence                    | Igen       | Nem        | Nem        |
| 2008 | Fűrész V.                                  | Saw V                             | Nem        | Vezető     | Nem        |
| 2009 | Fűrész VI.                                 | Saw VI                            | Nem        | Vezető     | Nem        |
| 2010 | Fűrész 3D                                  | Saw VII                           | Nem        | Vezető     | Nem        |
| 2010 | Insidious – A testen kívüli                | Insidious                         | Igen       | Nem        | Nem        |
| 2013 | Insidious – A gonosz háza                  | Insidious: Chapter 2              | Igen       | Nem        | Sztori     |
| 2013 | Démonok között                             | The Conjuring                     | Igen       | Nem        | Nem        |
| 2014 | Annabelle                                  | Annabelle                         | Igen       | Nem        | Igen       |
| 2015 | Halálos iramban 7.                         | Furious 7                         | Igen       | Nem        | Nem        |
| 2015 | Insidious – Gonosz lélek                   | Insidious: Chapter 3              | Nem        | Igen       | Nem        |
| 2015 |                                            | Demonic                           | Nem        | Igen       | Nem        |
| 2016 | Démonok között 2.                          | The Conjuring 2                   | Igen       | Igen       | Igen       |
| 2016 | Amikor kialszik a fény                     | Lights Out                        | Nem        | Igen       | Nem        |
| 2017 | Annabelle 2. – A teremtés                  | Annabelle: Creation               | Nem        | Igen       | Nem        |
| 2017 | Fűrész – Újra játékban                     | Jigsaw                            | Nem        | Vezető     | Nem        |
| 2018 | Insidious – Az utolsó kulcs                | Insidious: The Last Key           | Nem        | Vezető     | Nem        |
| 2018 | Az apáca                                   | The Nun                           | Nem        | Vezető     | Sztori     |
| 2018 | Aquaman                                    | Aquaman                           | Igen       | Nem        | Sztori     |
| 2019 | A gyászoló asszony átka                    | The Curse of La Llorona           | Nem        | Igen       | Nem        |
| 2019 | Annabelle 3. – Hazatérés                   | Annabelle Comes Home              | Nem        | Igen       | Sztori     |
| 2021 | Mortal Kombat                              | Mortal Kombat                     | Nem        | Igen       | Nem        |
| 2021 | Spirál: Fűrész hagyatéka                   | Spiral: From the Book of Saw      | Nem        | Vezető     | Nem        |
| 2021 | Démonok között 3. – Az ördög kényszerített | The Conjuring 3                   | Nem        | Igen       | Sztori     |
| 2021 | Eleven kór                                 | Malignant                         | Igen       | Igen       | Sztori     |
| 2021 | Valaki van a házadban                      | There's Someone Inside Your House | Nem        | Igen       | Nem        |
| 2022 | M3GAN                                      | M3GAN                             | Igen       | Igen       | Sztori     |
| 2023 | Insidious – A vörös ajtó                   | Insidious: The Red Door           | Nem        | Igen       | Nem        |
| 2023 | Az apáca 2.                                | The Nun II                        | Nem        | Igen       | Nem        |
| 2023 | Fűrész X.                                  | Saw X                             | Nem        | Vezető     | Nem        |
| 2023 | Aquaman és az elveszett királyság          | Aquaman and the Lost Kingdom      | Igen       | Igen       | Nem        |
| 2024 | Éjszakai merülés                           | Night Swim                        | Nem        | Igen       | Nem        |
| 2024 |                                            | Salem's Lot                       | Nem        | Igen       | Nem        |